# Volvo 340/360
Volvo 300-серії — включає в себе задньоприводні автомобілі среднього класу Volvo 340, Volvo 343, Volvo 345 і Volvo 360 шведського виробника автомобілів Volvo, що виготовлялись з літа 1976 до середини 1991 року.

## Опис

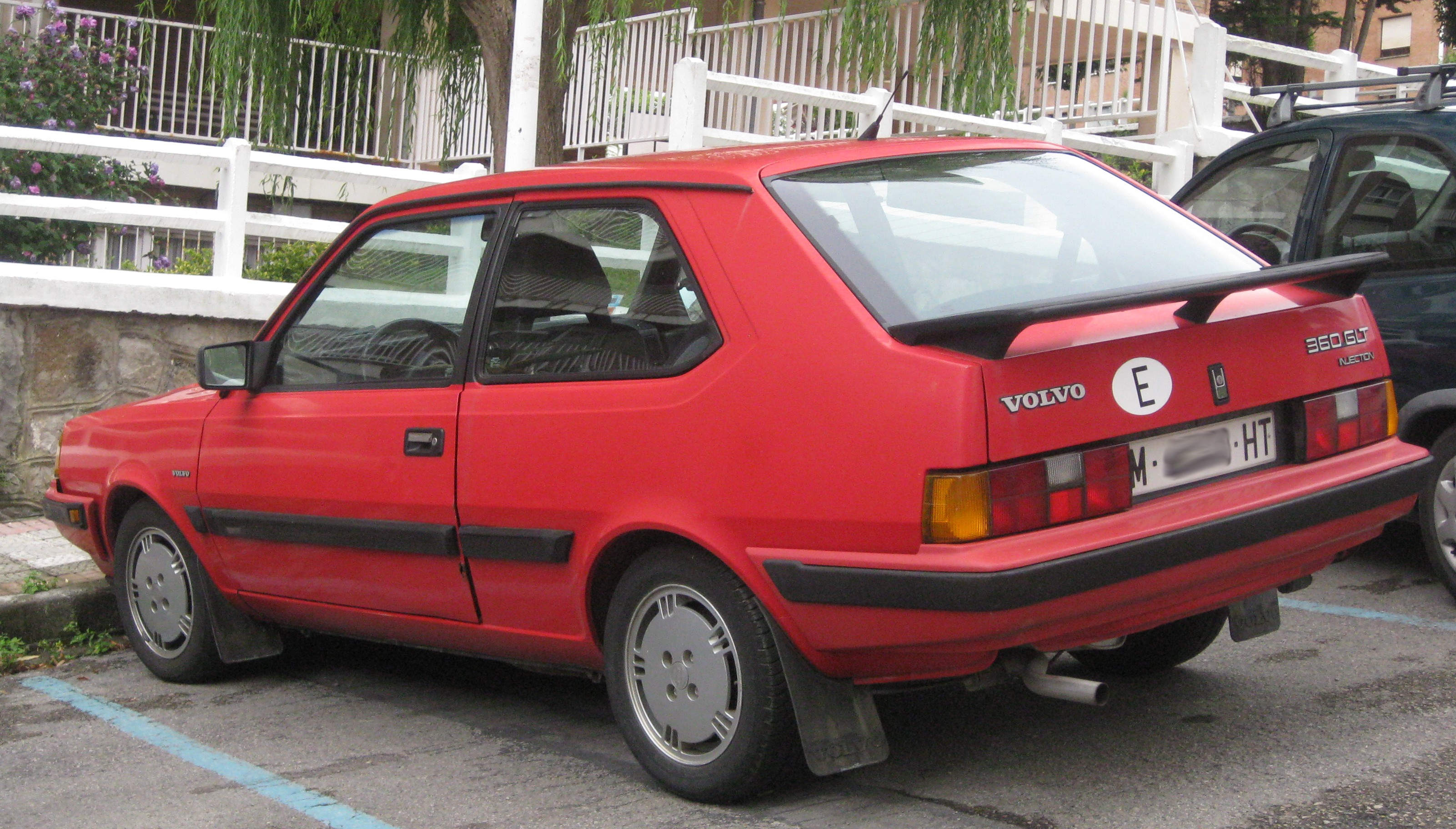
Volvo 360 GLT

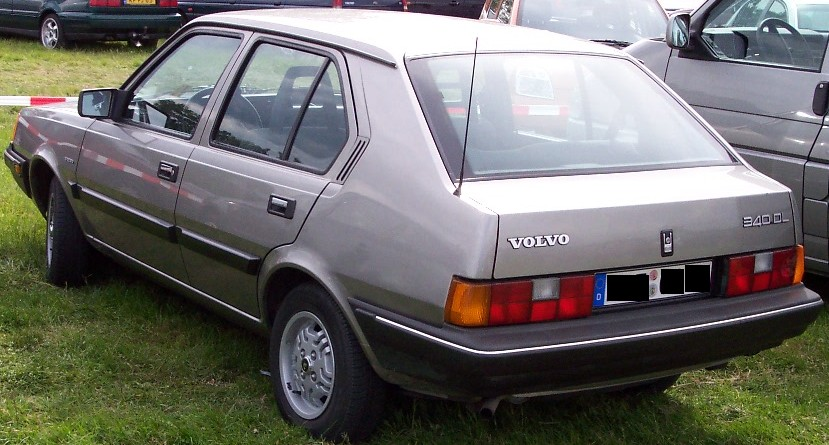
Volvo 340 DL

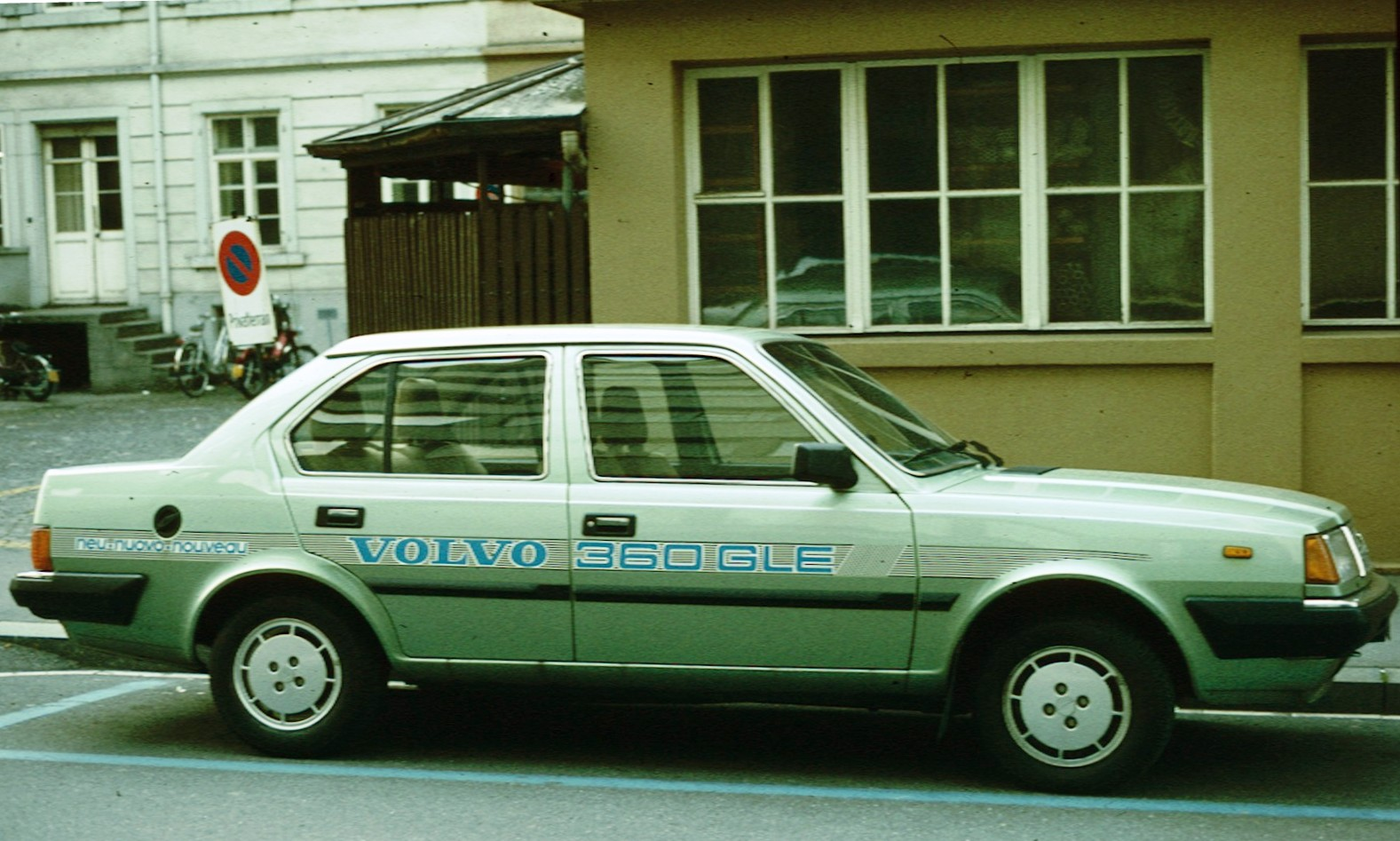
Volvo 360 GLE

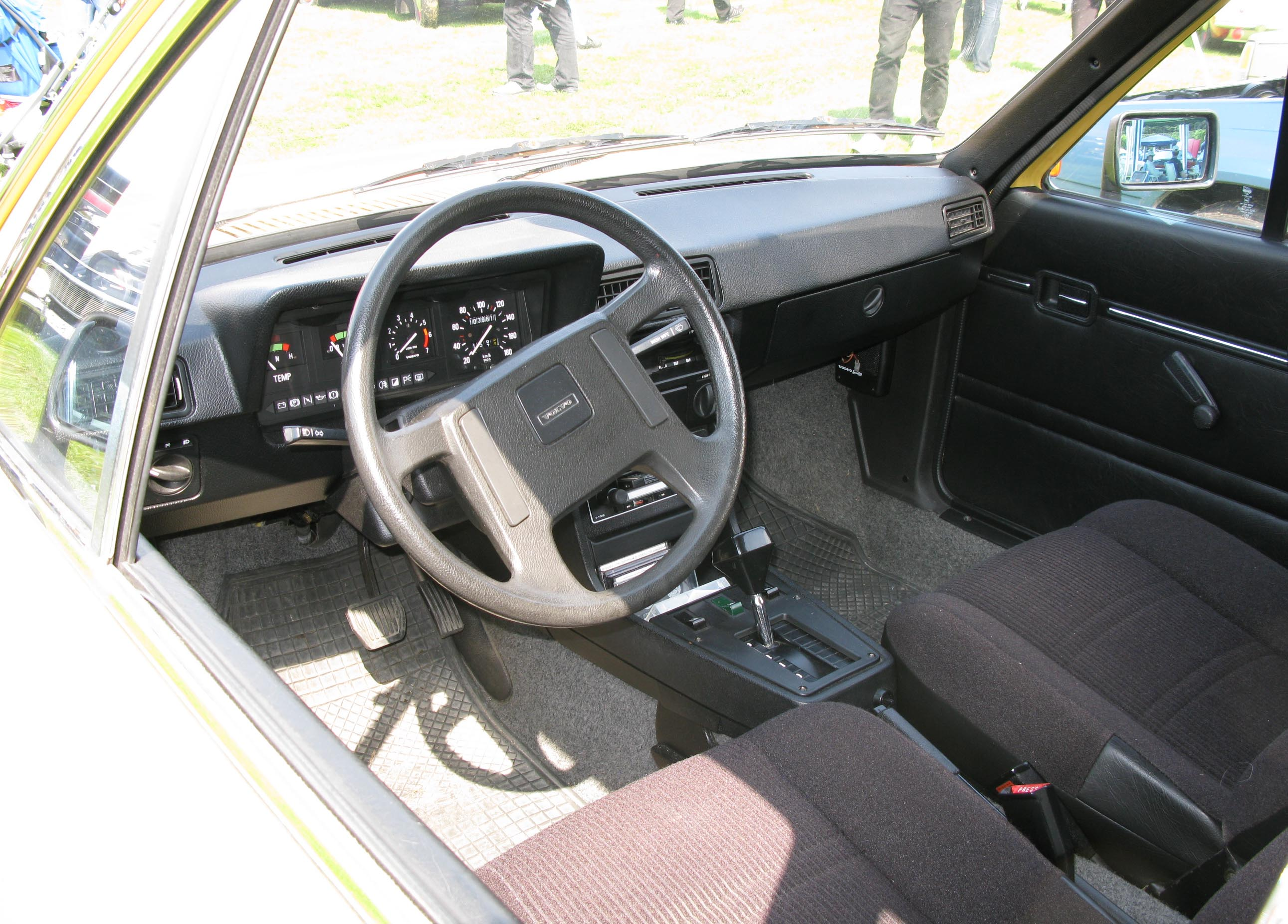
Салон ранніх версій (Volvo 343/345)

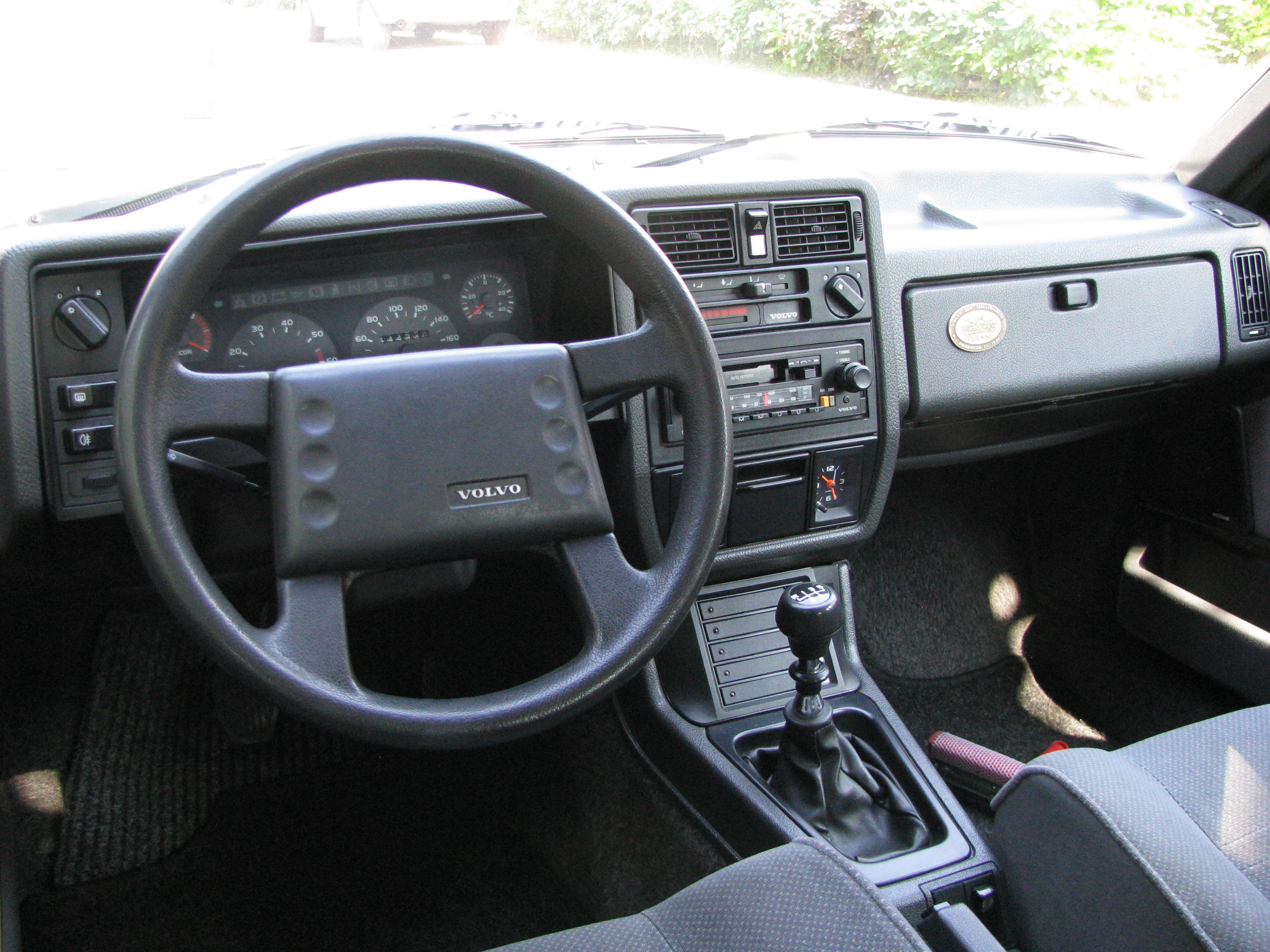
Салон пізніх версій (Volvo 340/360)

У 1970 році компанія DAF розпочало розробку нової моделі під кодовим позначенням DAF P900. Автомобіль повинен був бути запущений в виробництво під назвою DAF 77. Однак через брак коштів нідерландська компанія цього не зробила. В середині 1975 року компанія Volvo викупила легкове відділення компанії DAF і почала доопрацьовувати модель DAF P900, посилюючи безпеку шляхом труб в бокових дверях для захисту від бокового удару.
В березні 1976 року на Женевському автосалоні представлений Volvo 343 з кузовом тридверний хетчбек та двигуном 1,4 л OHV виробництва Renault (позначення моделі розшифровувалось як серія 300, 4 циліндра, 3 дверки). Восени 1979 року доданий кузов п'ятидверний хетчбек (Volvo 345). Ще пізніше розширена лінійка моторів і КПП: в тому числі дизельний мотор і механічна п'ятиступінчаста КПП.
Восени 1981 року модель отримала фейсліфтінг і модернізований інтер'єр. На нижній частині бампера з'явився спойлер, фари стали більшого розміру, змінився дизайн решітки радіатора. Таким чином, вид спереду автомобіль став схожим з більш дорогими моделями.
Volvo 360 представлений восени 1982 року (формально - модель 1983 модельного року). Кузов - чотиридверний седан. Пізніше - трьохдверний і п'ятидверний хетчбеки на заміну 343/345. Сімейство отримало новий інтер'єр салону і панель приладів. Був запропонований до установки дволітровий мотор В19Е з інжекторним уприскуванням, керованим електронним блоком. З таким мотором модель отримала назву 360GLT.
Серія 300 включала автомобілі в кузові хетчбек і седан з безступінчатою автоматичною (Variomatic) або механічною коробками передач. Передня підвіска незалежна типу McPherson, задня - типу «Де Діон» на однолистових напівеліптичних ресорах. Дизайн кузова розроблений Джованні Мікелотті (Giovanni Michelotti).
Всього виготовлено 1 139 700 автомобілів Volvo 300-серії.
Особливості моделі:
- Підвіска типу "Де Діон"
- Варіаторна коробка передач розташована позаду
- Великий радіус розвороту як на свій клас завдяки технологічним особливостям
- Рівномірний розподіл ваги автомобіля, як у спорткарів

## Двигуни
| Модель    | Код двигуна | Циліндри, Клапани | Об'єм    | Потужність        | Роки випуску | Варіанти кузова |
| --------- | ----------- | ----------------- | -------- | ----------------- | ------------ | --------------- |
| Бензинові |             |                   |          |                   |              |                 |
| 1.3       | B13         | Р4, 8V            | 1289 см³ | 49 кВт (67 к.с.)  | 1989–1990    | седан, хетчбек  |
| 1.4       | B14         | Р4, 8V            | 1397 см³ | 51 кВт (70 к.с.)  | 1976–1988    | седан, хетчбек  |
| 1.7       | B172        | Р4, 8V            | 1721 см³ | 59 кВт (80 к.с.)  | 1985–1991    | седан, хетчбек  |
| 2.0       | B19A        | Р4, 8V            | 1986 см³ | 70 кВт (90 к.с.)  | 1980–1984    | седан, хетчбек  |
| 2.0       | B200E       | Р4, 8V            | 1986 см³ | 85 кВт (116 к.с.) | 1982–1990    | седан, хетчбек  |
| 2.2       | B21         | Р4, 8V            | 2127 см³ | 90 кВт (122 к.с.) | 1981–1982    | хетчбек         |
| Дизельний |             |                   |          |                   |              |                 |
| 1.6 D     | D16         | Р4, 8V            | 1596 см³ | 40 кВт (54 к.с.)  | 1984–1991    | седан, хетчбек  |